# Удар в спину (фільм, 1977)
«Удар в спину» (азерб. «Arxadan vurulan zərbə») — радянський художній фільм 1977, знятий на кіностудії «Азербайджанфільм».

## Сюжет
Телефільм оповідає про розкриття вбивства в маленькому містечку молодим слідчим.

## У ролях
- Шахмар Алекперов — Гюндуз
- Аділь Іскендеров — Дадашли (дублював Яків Бєлєнький)
- Юсиф Велієв — Фаттах
- Гамлет Хані-Заде — Імаш
- Амалія Панахова — Зіба
- Акіф Магеррамов — Фазіль
- Расім Балаєв — Джабі
- Гасан Мамедов — Камерлі
- Рафік Азімов — Гусейнов
- Алескер Ібрагімов — Джаббаров
- Анвар Гасанов — Октай
- Дінара Юсіфова — Сафура (озвучувала Олена Чухрай)

## Знімальна група
- Автор сценарію: Ельчин Евендієв
- Режисер-постановник: Аріф Бабаєв
- Оператор-постановник: Валерій Керімов
- Художник-постановник: Ельбей Рзакулієв
- Композитор: Хайям Мірзазаде